# Oleksij Kasjanov
Oleksij Kasjanov (ukrajinsky Олексій Касьянов, * 26. srpna 1985, Kadijivka) je ukrajinský atlet, vícebojař.
V roce 2007 se umístil na čtvrtém místě na mistrovství Evropy do 23 let v Debrecínu. Na letních olympijských hrách v Pekingu skončil na sedmém místě, když nasbíral 8 238 bodů a za šestým Romanem Šebrlem zaostal o pouhé tři body. Největší úspěch zaznamenal v roce 2009 na halovém ME v Turíně, kde vybojoval výkonem 6 205 bodů stříbrnou medaili v sedmiboji, když nestačil jen na Mikka Pahapilla z Estonska, který nasbíral celkově 6 362 bodů.

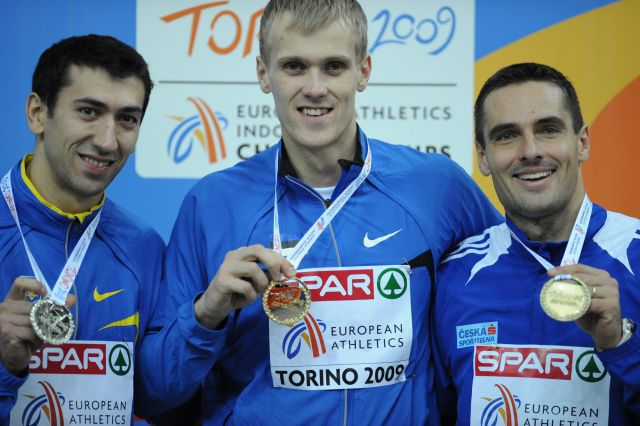
Kasjanov (vlevo) na HME v Turíně 2009

Blízko zisku medaile byl na Mistrovství světa v atletice 2009 v Berlíně, kde po prvním dnu vedl. V předposlední disciplíně druhého dne, v oštěpu však jako jediný nepřehodil padesátimetrovou hranici a celkově skončil čtvrtý v novém osobním rekordu 8 479 bodů. Z bronzu se radoval Rus Alexandr Pogorelov, který nasbíral o 49 bodů více.
V roce 2010 skončil na halovém MS v katarském Dauhá na šestém místě a stal se vítězem kladenského TNT - Fortuna Meetingu, když druhého Rusa Pogorelova porazil o více než sto bodů. Na Mistrovství Evropy v atletice 2010 v Barceloně byl po prvním dnu ve vedení. Do druhého soutěžního dne však kvůli svalovému zranění nenastoupil.